# Dasyrhicnoessa boninensis
Dasyrhicnoessa boninensis är en tvåvingeart som beskrevs av Mitsuhiro Sasakawa 1994. Dasyrhicnoessa boninensis ingår i släktet Dasyrhicnoessa och familjen Canacidae. Inga underarter finns listade i Catalogue of Life.